# Młodzieżowe Drużynowe Mistrzostwa Polski na Żużlu 2004
Młodzieżowe Drużynowe Mistrzostwa Polski 2004 na żużlu – coroczne rozgrywki żużlowe mające wyłonić najlepszą drużynę (do lat 21) w Polsce.
Drużyny składały się z dwóch zawodników plus jednego rezerwowego.
Do rozgrywek zgłosiło się 19 drużyn, podzielonych na trzy grupy (dwie 6-zespołowe i jedna 7-zespołowa).

## Finał
- Tarnów, 3 października 2004
- Sędzia: Maciej Spychała

| Miejsce | Kluby                             | Suma | Zawodnicy                                               | Punkty                                           |
| ------- | --------------------------------- | ---- | ------------------------------------------------------- | ------------------------------------------------ |
| złoto   | Apator-Adriana Toruń              | 26   | Adrian Miedziński Karol Ząbik Arkadiusz Kalwasiński     | 13 (d,3,3,2,3,2) 13 (3,d,2,3,2,3) ns             |
| srebro  | Stal-Telenet Strabag Gorzów Wlkp. | 25   | Paweł Hlib Michał Rajkowski Kamil Brzozowski            | 15 (3,3,2,3,3,1) 8 (2,1,3,2,–,0) 2 (–,–,–,–,2,–) |
| brąz    | Unia Tarnów                       | 23   | Marcin Rempała Paweł Baran Kamil Zieliński              | 14 (2,1,3,2,3,3) 9 (1,0,2,3,1,2) ns              |
| 4       | RKM Rybnik                        | 17   | Łukasz Romanek Marek Szczyrba Wojciech Druchniak        | 12 (2,2,1,3,1,3) 1 (1,0,0,–,–,–) 4 (–,–,–,2,0,2) |
| 5       | Budlex-Polonia Bydgoszcz          | 16   | Krystian Klecha Grzegorz Czechowski Marcin Jędrzejewski | 13 (3,3,1,1,2,3) 0 (d,–,0,0,–,–) 3 (–,1,–,–,0,2) |
| 6       | ZKŻ Quick-Mix Zielona Góra        | 9    | Krzysztof Dominiczak Alan Marcinkowski Damian Grabski   | 2 (t,–,0,–,1,1) 7 (3,2,1,1,d,–) 0 (–,t,–,d,–,0)  |
| 7       | Kolejarz Rawicz                   | 9    | Marcin Kędziora brak zawodnika Adrian Płuska            | 4 (2,1,0,d,0,1) – 5 (w,2,1,1,1,0)                |